# William Ridgley
William „Bebe“ Ridgley (* 15. Januar 1882 in New Orleans; † 28. Mai 1961 ebenda) war ein US-amerikanischer Jazzposaunist und Bandleader des New Orleans Jazz. 
Ridgley spielte um 1907 mit dem Silver Leaf Orchestra. Er war mit Papa Celestin Ko-Leiter des Original Tuxedo Orchestra, das beide 1916 oder 1917 gründeten. In ihm spielten zeitweise Jeanette Salvant und Sweet Emma Barrett Klavier. Andere Mitglieder waren zeitweise Manuel Manetta, Kid Shots Madison. 1936 gab er die Musik aus Gesundheitsgründen auf. Er galt als freundlich, ruhig und zuverlässig. Sein letzter Auftritt war beim Trauermarsch bei der Beerdigung von Alphonse Picou 1961.
Er spielte auch mit der Brass Band von Henry Allen in Algiers, des Vaters von Red Allen.